# Возгрін Валерій Євгенович
Валерій Євгенович Возгрін (25 червня 1939, Сімферополь, СРСР — 9 січня 2020, Санкт-Петербург, Росія) — радянський і російський історик. Доктор історичних наук, професор. Професор кафедри історії Нового і новітнього часу Санкт-Петербурзького державного університету, автор багатьох історичних праць про кримських татар, у тому числі монументальної «Історії кримських татар» в чотирьох томах. Член Данської королівської академії наук.

## Біографія
У 1957 році закінчив Євпаторійську морехідну школу. До 1962 року працював матросом, а після боцманом на кораблях далекого плавання Чорноморського державного морського пароплавства .
1967 року закінчив історичний факультет Ленінградського державного університету. У 1970 році став старшим, а пізніше провідним науковим співробітником Ленінградського відділення Інституту історії СРСР. У 1977 році захистив кандидатську дисертацію «Російсько-данський союз у Великій Північній війні (1697—1716)» (науковий керівник професор І. П. Шаскольський). У 1988 році йому було присвоєно вчене звання старшого наукового співробітника.
У 1989 році захистив докторську дисертацію «Росія і європейські країни в роки Північної війни (історія дипломатичних відносин у 1697—1710 рр.)». У 1991 році був обраний членом Данської королівської академії наук.
З 1998 року — директор Науково-дослідного центру «Меншиківський інститут». З 2006 року — доцент, потім професор кафедри історії Нового і новітнього часу Санкт-Петербурзького державного університету .
У 2015 році переніс інсульт . У січні 2020 року потрапив з інсультом в реанімацію, після чого в ніч з 9 на 10 січня помер.
Дружина — письменниця Олена Чижова (нар. 1957).

## Наукова діяльність
У сферу наукових інтересів професора входили історія дипломатії Нового часу, Росія XVIII століття, історія Кримського ханства, історія європейського селянства, історія Гренландії, історія дипломатії і культури скандинавських країн .
До 2014 року Возгрін був автором 187 праць, з яких 12 монографій і навчальних посібників. Його роботи видавалися в Росії, Україні, Данії, Норвегії, Німеччині, Естонії, Фінляндії, Туреччині, Італії.

## Деякі праці
- Росія і європейські країни в роки Північної війни (історія дипломатичних відносин в 1697—1710 рр.). Л., 1986.
- Історичні долі кримських татар [Архівовано 20 жовтня 2019 у Wayback Machine.] . М., 1992.
- Імперія і Крим — довгий шлях до геноциду [Архівовано 20 жовтня 2019 у Wayback Machine.] . Бахчисарай, 1994.
- Рік 1725. Документальна хроніка. СПб., 2007.
- Історія кримських татар: в 4-х томах. СПб., 2013.
- З історії конституційного будівництва в Західній Європі в Новий час / під ред. А. В. Смоліна. СПб. : Вид-во РХГА, 2014. 353 c. (у співавторстві)

## Політична діяльність
Валерій Возгрін був членом Меджлісу кримсько-татарського народу . Був делегатом Курултаю кримськотатарського народу II скликання (червень 1991 — червень 1996). Згідно з офіційним сайтом Меджлісу, Возгрін був його представником в Санкт-Петербурзі.